# Werner Fenchel
Moritz Werner Fenchel (Berlino, 3 maggio 1905 – Copenaghen, 24 gennaio 1988) è stato un matematico tedesco con cittadinanza danese.

## Biografia
Proveniva da una famiglia ebraica, ed era fratello maggiore del regista e architetto Heinz Fenchel. Studiò all'Università di Berlino, dove ottenne un dottorato in geometria nel 1928, e insegnò matematica all'Università di Gottinga fino al 1933.
L'ascesa del nazismo in Germania lo costrinse alla fuga nel 1933; riparato in Danimarca, ottenne in breve tempo la cattedra di matematica all'Università di Copenaghen. Nel dicembre 1933 sposò la matematica Käte Sperling, a sua volta fuggita dalle persecuzioni anti-ebraiche. Rimase in Danimarca fino all'invasione tedesca del 1940, quando fuggì ancora in Svezia. Rimase in esilio fino al 1945, insegnando alla Scuola Danese di Lund.
Dopo la fine della seconda guerra mondiale rientrò in Danimarca e vi si stabilì definitivamente. Nel 1946 venne eletto membro della Regia accademia danese di scienze e lettere, e continuò ad insegnare a Copenaghen fino al pensionamento nel 1974. I suoi studi si concentrarono soprattutto sulla geometria convessa e sui problemi di ottimizzazione.